# غل بنجة (باقران)
غل بنجة (بالإنجليزية: Gol Panjeh)‏ هي مستوطنة تقع في إيران في خراسان الجنوبية.